# Mičije
Mičije ist ein Dorf im Nordwesten von Bosnien und Herzegowina und wurde erstmals 1237 in Kirchenbüchern erwähnt. Das Dorf in der Entität Republika Srpska hatte bis 1995 etwa 600 überwiegend kroatische Einwohner, im Jahr 2008 sind es bedeutend weniger. 
Mičije gehört zur Općina Gradiška. Der Fluss Lubina fließt aus den Bergen des Naturparks Kozara durch den Ort. Schutzpatron von Mičije ist der Heilige Antonius von Padua, welcher jedes Jahr am 13. Juni gefeiert wird. 